# Serrat Estret
El Serrat Estret és un serrat del municipi de Llimiana, del Pallars Jussà, a prop del límit sud-est, termenal amb Gavet de la Conca. Aquest serrat és, de fet, el contrafort nord del Tossal de Mirapallars i Urgell, al Montsec de Rúbies.